# 阮玉珠環
新豐公主阮玉珠環（越南语：／；1883年—？年），越南阮朝育德帝第八女，生母不詳。

## 生平
嗣德三十六年（1883年），阮玉珠環在順化京城出生。維新元年（1907年），珠環下嫁永國公阮有度之子阮有廞（Nguyễn Hữu Khâm）。十月十日（11月15日）正式完婚。維新三年（1909年）十月，維新帝封珠環為新豐公主。新豐公主去世年份待考，不過可以確定1930年代初公主仍然在世。